# Thyene orbicularis
Thyene orbicularis es una especie de araña saltarina del género Thyene, familia Salticidae. Fue descrita científicamente por Gerstaecker en 1873.
Habita en el este de África.